# Hoogblokland

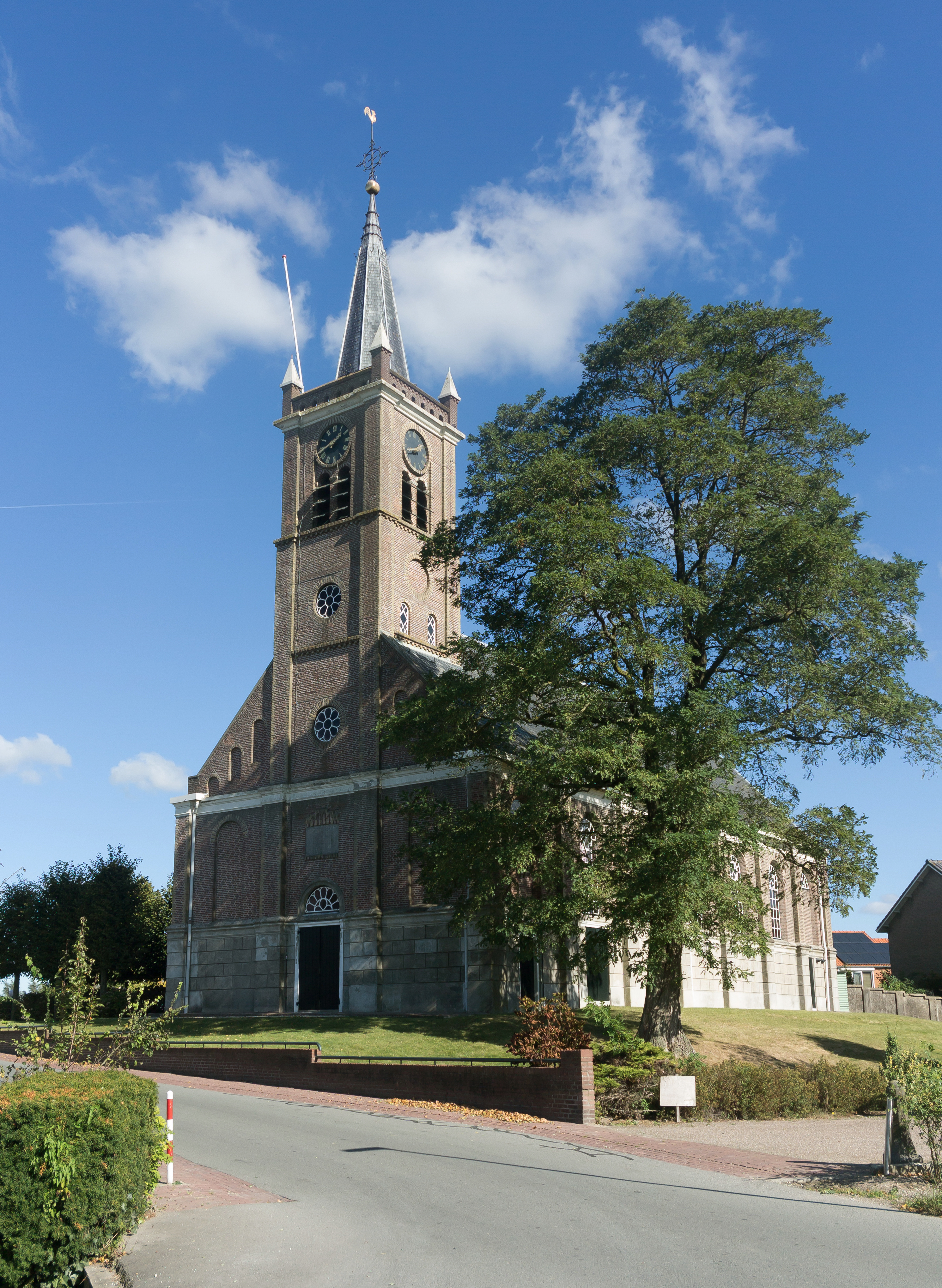
L'église: de Dorpskerk

Hoogblokland est un village qui fait partie de la commune de Molenlanden dans la province néerlandaise de Hollande-Méridionale.
Hoogblokland a été une commune indépendante jusqu'au 1er janvier 1986. Elle a fusionné avec Giessenburg, Arkel, Hoornaar, Noordeloos et Schelluinen pour former la nouvelle commune de Giessenlanden.